# Dobrá Voda (Slowakije)

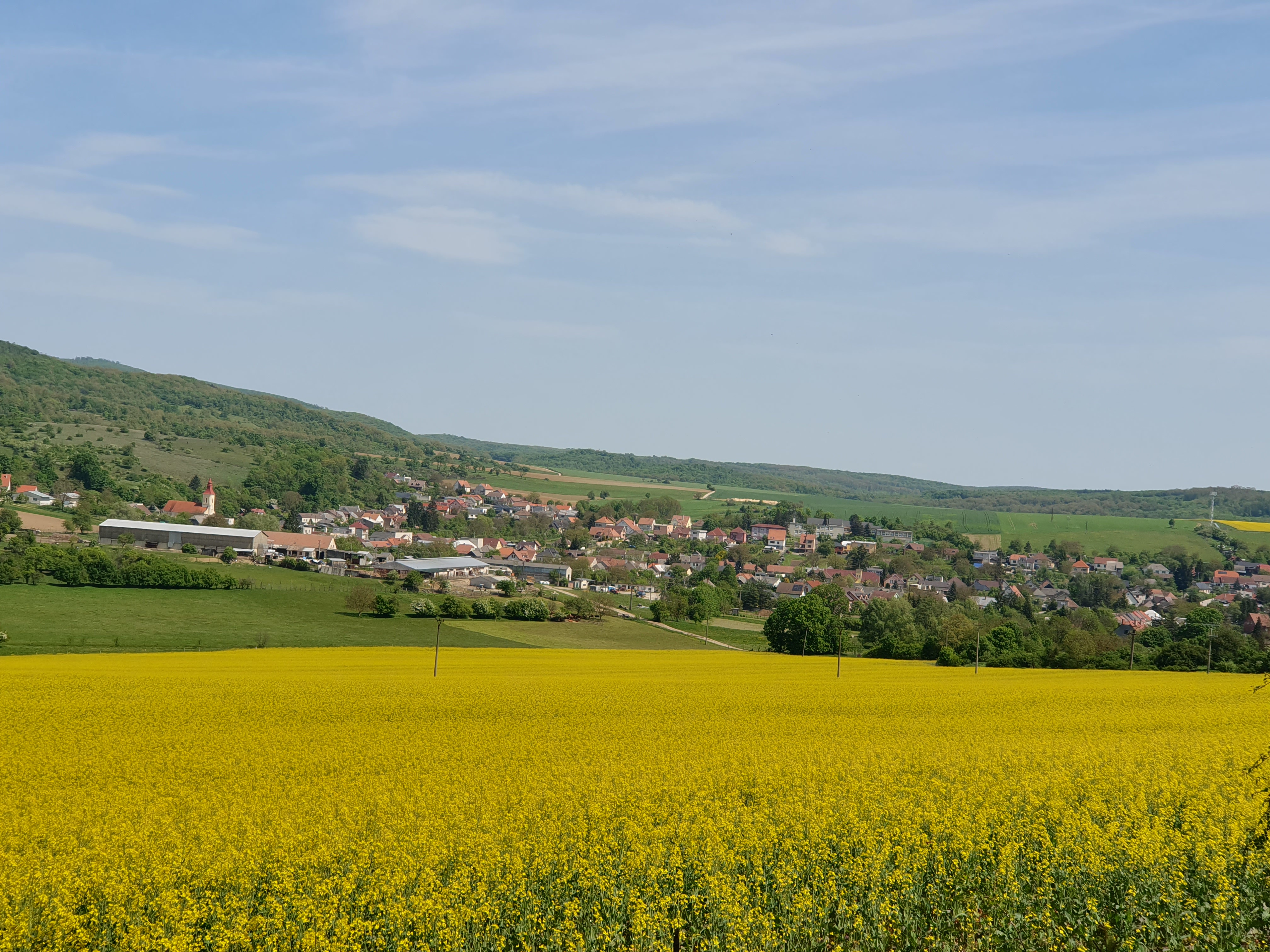
Dobrá Voda

Dobrá Voda (Hongaars: Jókő) is een Slowaakse gemeente in de regio Trnava, en maakt deel uit van het district Trnava.
Dobrá Voda telt 834 inwoners.